# Kioa Island
Kioa Island är en ö i Fiji.   Den ligger i divisionen Norra divisionen, i den nordöstra delen av landet, 230 km nordost om huvudstaden Suva. Arean är 19,6 kvadratkilometer.
Terrängen på Kioa Island är platt. Öns högsta punkt är 267 meter över havet. Den sträcker sig 7,0 kilometer i nord-sydlig riktning, och 7,5 kilometer i öst-västlig riktning.